# 楊倫 (漢朝)
杨伦（?—?），字仲理，陈留东昏（今河南省兰考县西北）人，东汉经学家。
杨伦年轻时为诸生，拜司徒丁鸿为师，精习《古文尚书》。为郡文学掾。历任数官，因为志向不合，于是去职，不再应州郡之命。在大泽中授徒，有弟子千余人。汉安帝元初年间，陈留郡礼请，三府同时征辟，朝廷公车征召，都称病不就。后来被特别征召为博士，为清河王（刘延平）傅。此年，汉安帝驾崩，杨伦于是弃官奔丧，在宫门外不停哭泣。太后阎姬因为他擅离职守，让他抵罪。
汉顺帝即位，下诏免去杨伦之罪，让他留在恭陵服丧。服丧结束，征拜为侍中。当时，邵陵令任嘉在任贪污，却转任武威郡太守，后来有关部门上奏任嘉贪赃千万，把他下廷尉审问，其所牵连的将相大臣有百余人。杨伦上书，请求治罪举荐任嘉的人，引《春秋》为说，议主诛及本恶。奏御，有司认为杨伦意见切直，言辞不逊，请求处理他。尚书上奏杨伦探知机密，以激烈求直。犯不敬之罪，到宗庙采伐柴薪。诏书以杨伦多次进忠言，原谅了他，免官归乡。
阳嘉二年（133年），朝廷征拜太中大夫。大将军梁商以他为长史。他谏诤不合，出补常山王（常山顷王刘仪）傅，因病没有上任。诏书让司隶催促他，杨伦留在河内朝歌，以生病为由上书：“就是留下必死，我也不北行一寸。割脑袋也不改变，九裂分尸不悔恨。匹夫坚持的，强于三军。坚决大胆推辞。”汉顺帝下诏：“杨伦从微贱高升，受宠信担任藩王傅，耽误天子的任命，擅自在道路停止，托病放纵，恣意妄为。”于是让他到廷尉府，再下诏原谅他。杨伦前后三次被征召，都因为直谏不合。回家后，闭门讲书，不再过问俗事。公车再征，他隐居不去，在家中去世。

## 延伸阅读
[在维基数据编辑]
 《後漢書/卷79上》，出自范晔《後漢書》